# Carl Aschan
Carl Aschan (6 de maio de 1906 - 27 de julho de 2008) foi um oficial de inteligência e de espionagem britânico, sueco de nascimento, durante a Segunda Guerra Mundial.

## Vida
Nascido em Örebro, Suécia, Aschan era filho de um juiz sueco que também era chefe de polícia em Örebro; A mãe de Carl, Baronesa Elsa Djurklou, era filha do Barão Nils Gabriel Djurklou. Por volta de 1916 ou 1917, seus pais se divorciaram e ele se mudou com sua mãe para Estocolmo. Vários anos depois, eles se mudaram para Londres, onde ele foi educado em escolas locais e por um professor particular.

Aschan mais tarde ajudou a rastrear alguns dos associados de Adolf Hitler após a derrota da Alemanha nazista.